# Loi du 13 juillet 1927 sur l'organisation générale de l'armée
La loi du 13 juillet 1927 sur l'organisation générale de l'armée fixe la manière dont l'armée française doit mobiliser ses réserves.
Chaque division d'active répartie sur le territoire national doit mobiliser une division de série A, puis de série B. Ces mobilisations se font dans les centres mobilisateurs, créés à l'occasion. Pendant ce temps, les forces d'active doivent protéger la montée en ligne des réserves. Le nombre des divisions d'actives est fixé à 20 par la loi du 28 mars 1928 relative à la constitution des cadres et effectifs de l'armée.

## Mise en application
La loi du 31 mars 1928 relative au recrutement de l'armée fixe le nombre de mois du service militaire à 12. En 1935, l'armée française se déclare théoriquement capable de mettre en place dans son plan de mobilisation (dit plan D) seulement 17 divisions de série A et 18 de série B, dont huit inemployables au combat.
À la mobilisation de 1939, les divisions de série B se révèlent formées à plus de 90% de réservistes plus âgés. Pendant la bataille de France en mai 1940, celles affectées à la 9e armée et les deux affectées à la 2de armée sont dispersées par les Allemands à l'issue des percées de Sedan et de Monthermé. À l'inverse, d'autres divisions de série B se distinguent par leur abnégation dans la défense de Dunkerque.